# Nowe Miasto w Krakowie

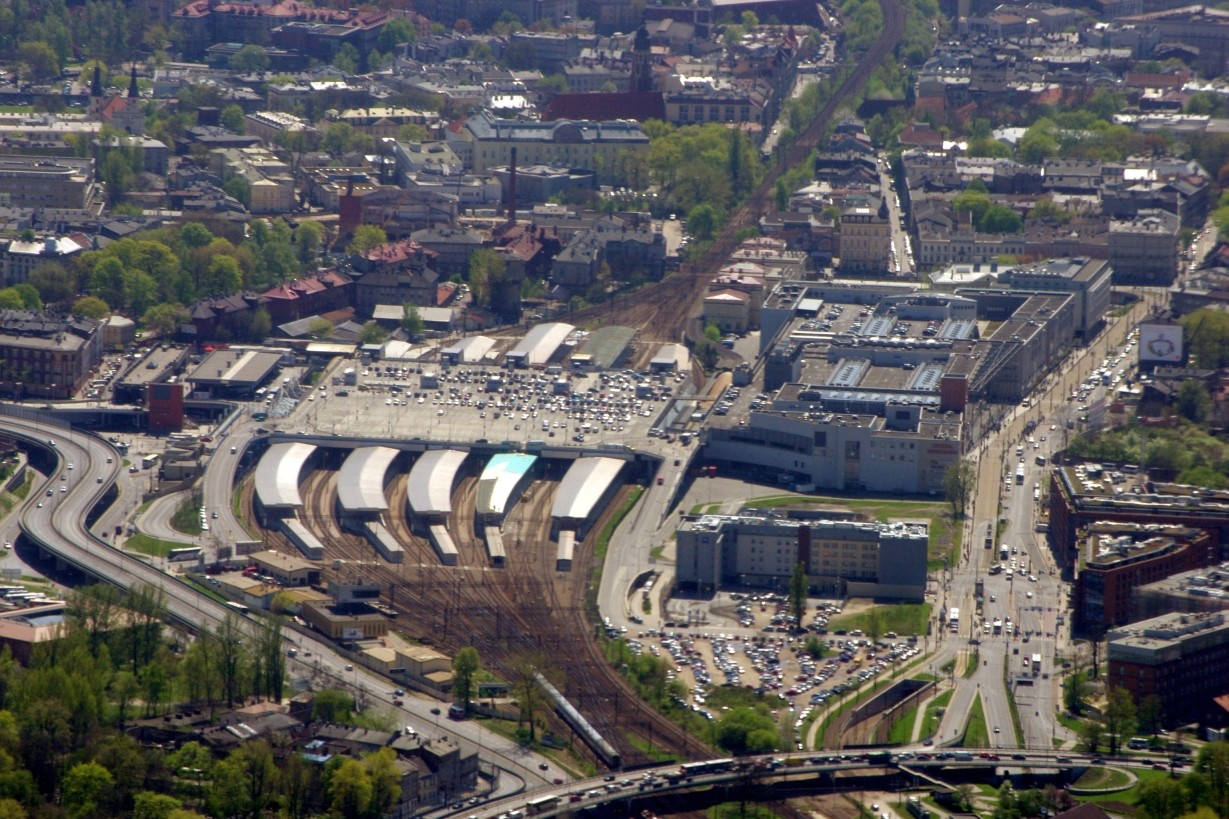
Widok z góry od strony północnej

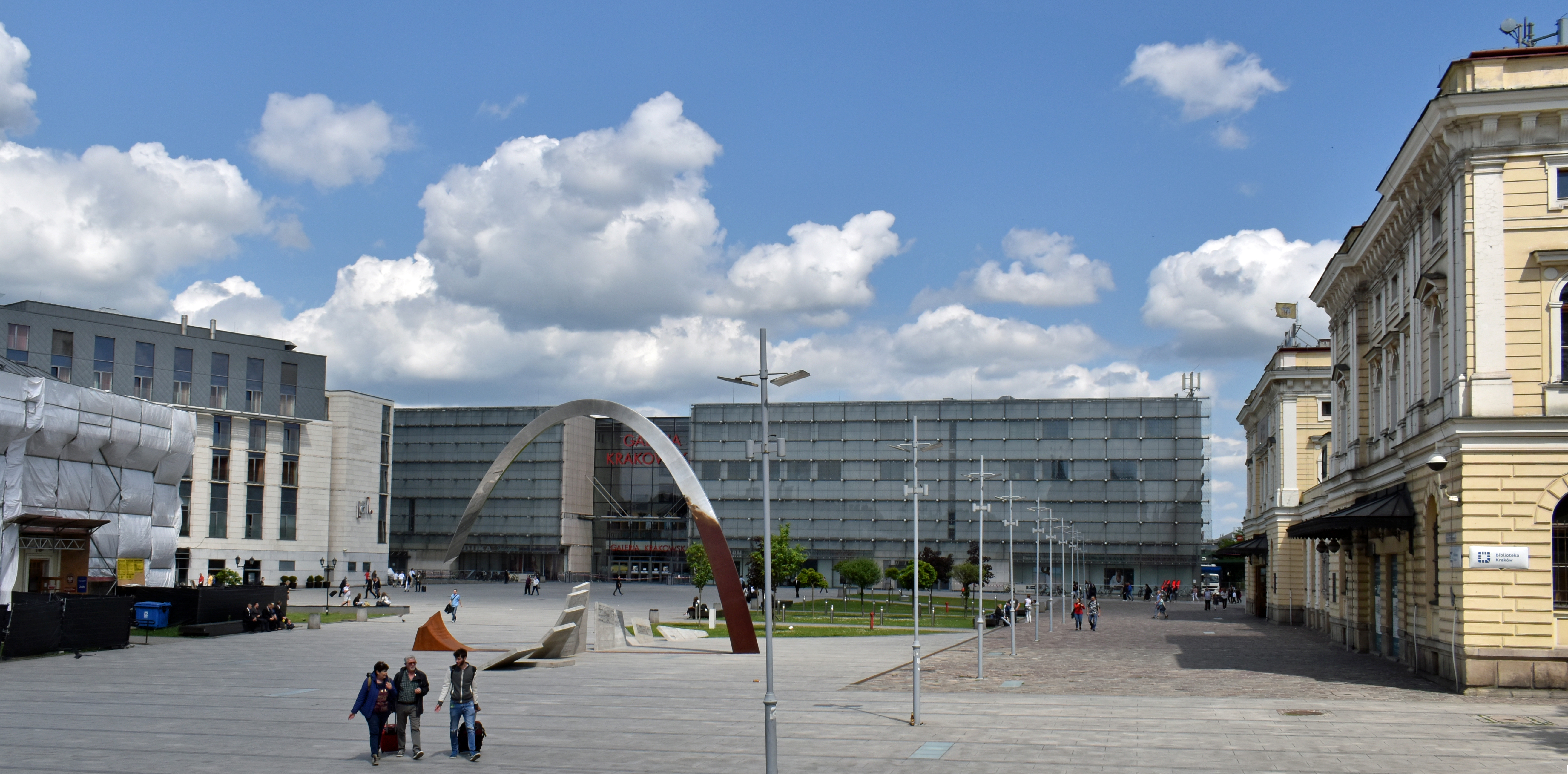
Plac Jana Nowaka-Jeziorańskiego z Galerią Krakowską w tle

Nowe Miasto – powstająca w centrum Krakowa część miasta o charakterze biznesowym i handlowo-usługowym. Nowe Miasto zajmuje obszar blisko 20 hektarów i zlokalizowane jest w bezpośrednim sąsiedztwie Dworca Głównego.

## Położenie
Jest to obszar położony wzdłuż ulicy Pawiej, którego południową granicę stanowi ulica Lubicz, a północną – wiadukt nad torami (przez który prowadzi Aleja 29 Listopada).

## Obiekty

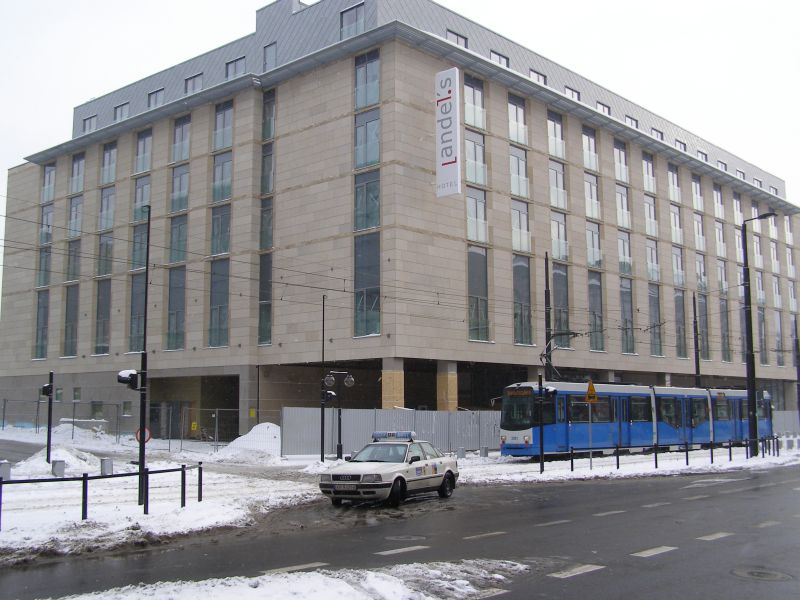
Hotel Andel’s

W ramach projektu Nowego Miasta powstały:
- Krakowskie Centrum Komunikacyjne
- Galeria Krakowska – galeria handlowa o łącznej powierzchni 60 000 m²
- kompleks biurowy
- czterogwiazdkowy hotel sieci andel’s
- miejsca parkingowe na 1400 pojazdów na płycie nad peronami dworca PKP
- przebudowany plac kolejowy
- zespół apartamentowców pomiędzy ulicami Warszawską i Pawią (wkrótce ukończone)

Nie powstał jak dotąd planowany zespół kinowy (na razie żadna firma nie wyraziła ochoty na budowę sal kinowych).

## Historia
Pomysł na inwestycję pochodzi z lat 70. XX wieku, lecz dopiero pod koniec lat 90. rozpoczęły się prace zmierzające do jej realizacji. W 1998 r. przetarg na zagospodarowanie przestrzenne okolic dworca kolejowego wygrała firma Tishman Speyer Properties, jednak w obliczu problemów z pozyskaniem gruntów pod inwestycję, inwestor wycofał się. Projekt Nowego Miasta został zmodyfikowany i ostatecznie inwestorem została niemiecka firma ECE.
Budowa Nowego Miasta rozpoczęła się w 2004 r. Większość inwestycji jest zakończona, powstają już tylko ostatnie elementy Krakowskiego Centrum Komunikacyjnego.